# Li Wenwen
Li Wenwen (kinesiska: 李雯雯), född 5 mars 2000, är en kinesisk tyngdlyftare.

## Karriär
I augusti 2021 vid OS i Tokyo tog Wenwen guld i +87-kilosklassen efter att ha lyft totalt 320 kg, vilket blev ett nytt olympiskt rekord. Vid olympiska sommarspelen 2024 i Paris tog hon guld i +81 kg-klassen.